# 奧斯卡·漢默斯坦二世

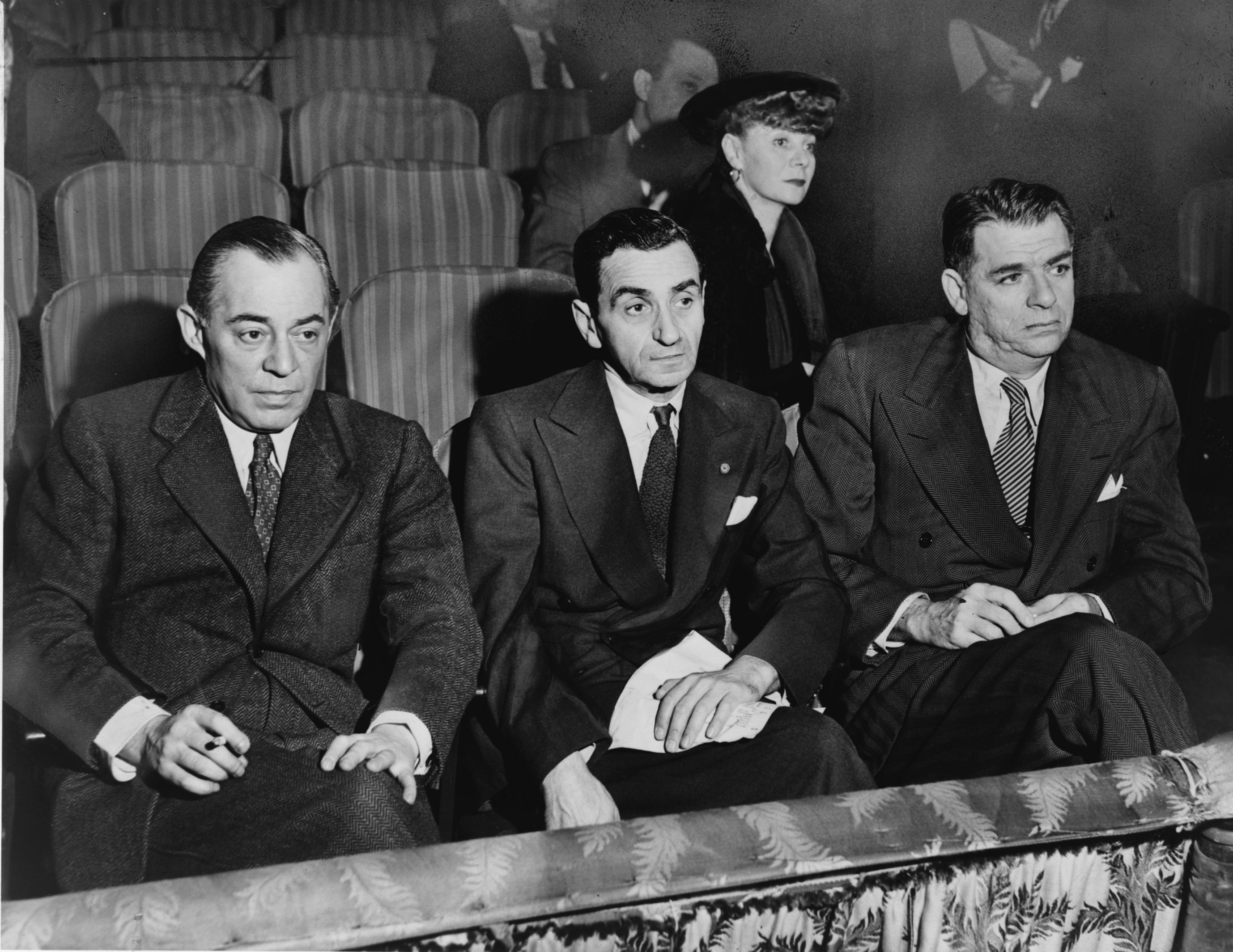
奧斯卡·漢默斯坦二世（右）

奥斯卡·汉默斯坦二世（Oscar Hammerstein II，1895年7月12日—1960年8月23日），美国著名音乐人、歌词作家、音乐剧制片人、导演，曾同理察·羅傑斯合作，两次获得奥斯卡最佳原创歌曲奖。
汉默斯坦出生于纽约市的一个美国圣公会家庭，其祖父是著名美籍犹太人作曲家奥斯卡·汉默斯坦一世。汉默斯坦1912年进入哥伦比亚大学学习，1917年自哥伦比亚大学法学院退学，以追寻自己的音乐梦想。
1921年，汉默斯坦作词的首部音乐剧《Always You》在百老汇上演，其后他继续与制片人Otto Harbach和作曲家Jerome Kern合作多年，推出了多部音乐剧。
1943年，汉默斯坦开始与理查德·罗杰斯的合作，这将两人均带往事业巅峰，他们合作的代表作包括《南太平洋》、《国王与我》、《音乐之声》等等。
1960年，在《音乐之声》首演后不久，汉默斯坦因胃癌去世，《雪绒花》一曲成为其遗作。